# (181492) 2006 UU1
181492 (2006 UU1) là một tiểu hành tinh vành đai chính được phát hiện ngày 16 tháng 10 năm 2006 bởi James Whitney Young ở Đài thiên văn Núi bàn gần Wrightwood, California.